# Emydoidea blandingii
Emydoidea blandingii е вид костенурка от семейство Блатни костенурки (Emydidae). Възникнал е преди около 4,9 млн. години по времето на периода неоген. Видът е застрашен от изчезване.

## Разпространение
Разпространен е в Канада (Квебек, Нова Скотия и Онтарио) и САЩ (Айова, Илинойс, Индиана, Масачузетс, Мейн, Минесота, Мисури, Мичиган, Небраска, Ню Йорк, Ню Хампшър, Охайо, Пенсилвания и Южна Дакота).

## Описание
Продължителността им на живот е около 77 години. Популацията на вида е намаляваща.